# Synagoge Floridsdorf

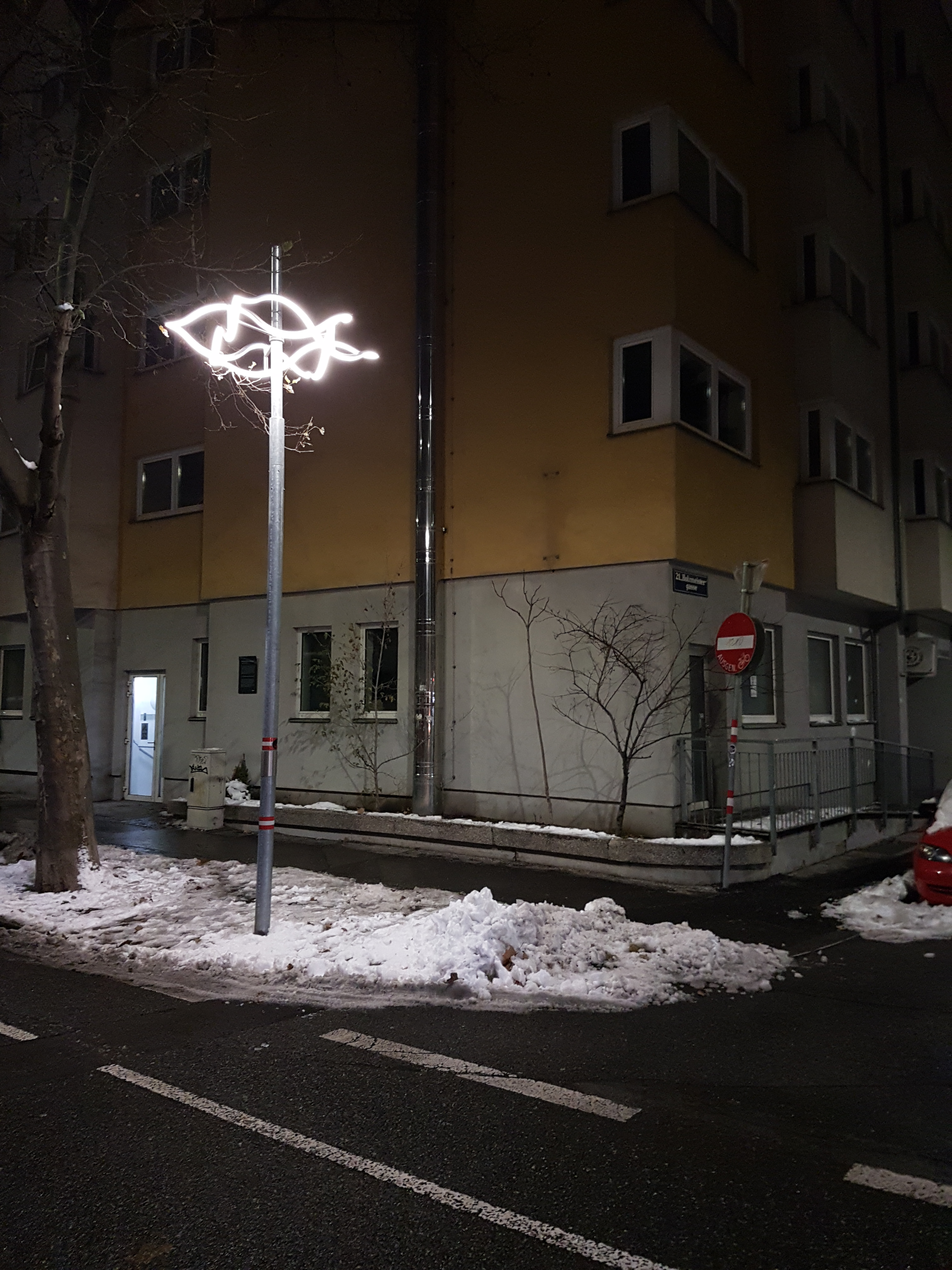
Ort des ehemaligen Floridsdorfer Tempels mit Gedenktafel und Lichtinstallation.

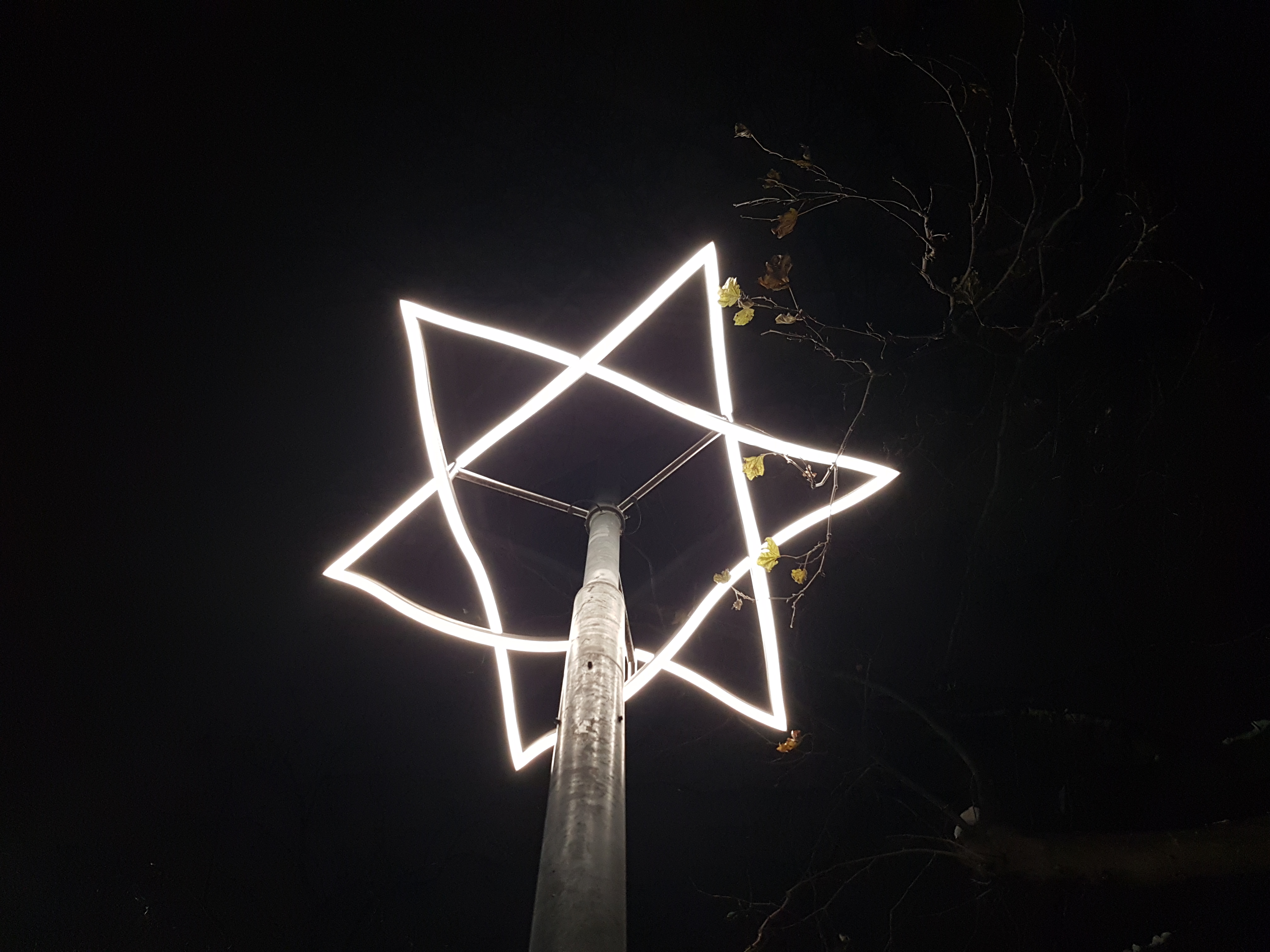
Lichtinstallation von unten betrachtet.

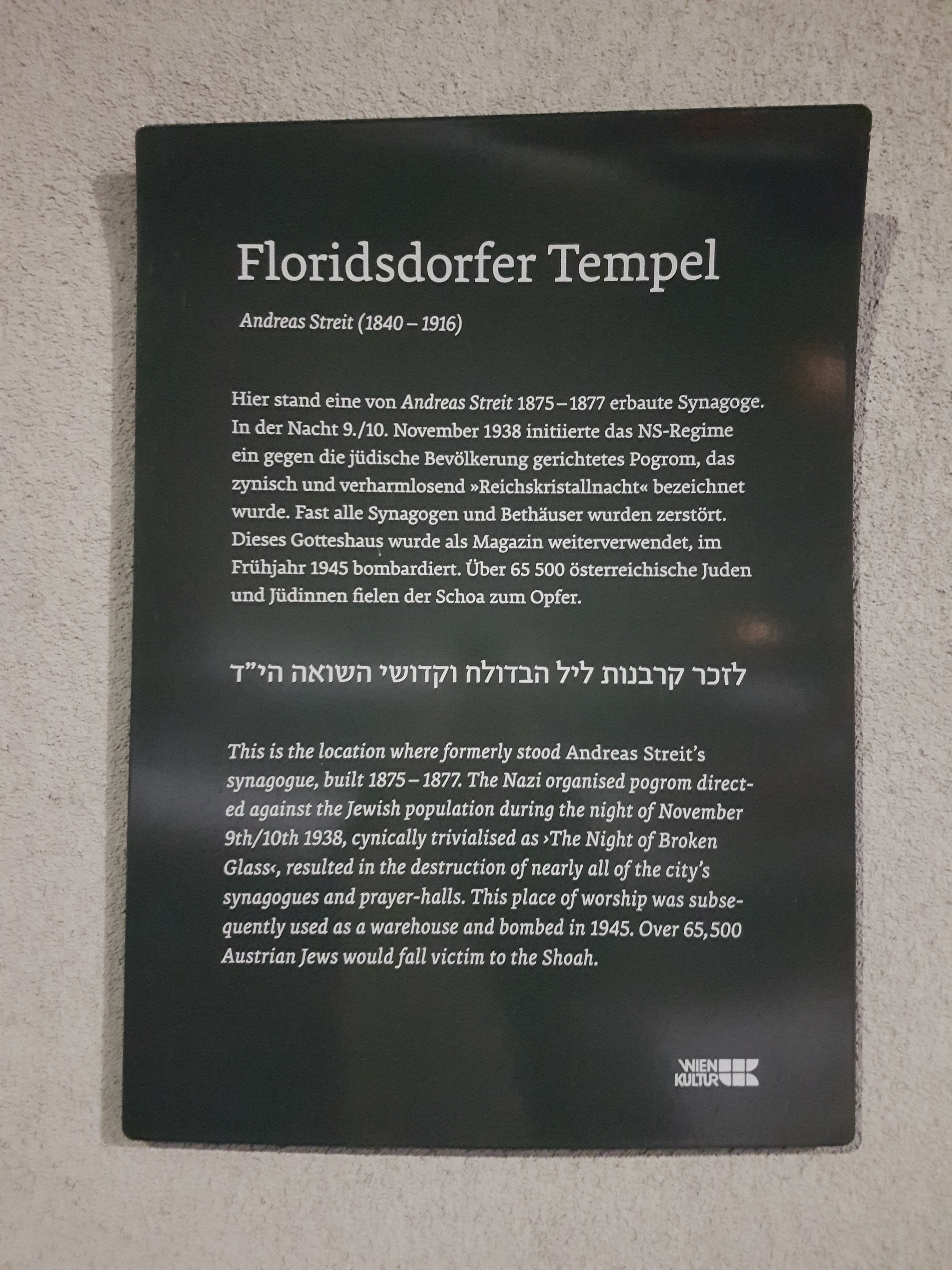
Gedenktafel in der Freytaggasse

Die Synagoge Floridsdorf war eine Synagoge im 21. Wiener Gemeindebezirk Floridsdorf. Sie wurde von 1875 bis 1877 als dreischiffige Baustruktur mit Frauenemporen errichtet und verfügte über 390 Sitzplätze. Da Floridsdorf erst 1904 zu Wien eingemeindet wurde, war die „K.u.K. Bezirks Hauptmannschaft Korneuburg“ zuständig. Wurde der Floridsdorfer Tempel zunächst vom Minjan-Verein verwaltet, so administrierte ab 1880 die Israelitische Kultusgemeinde Floridsdorf. Nach der Eingemeindung übernahm die Israelitische Kultusgemeinde Wien ab 1907 diese Agenden.
Die Synagoge grenzte an die damalige Schindlergasse, welche heutzutage mit Freytaggasse bezeichnet wird. Die Orientierung der Hauptfassade gen Osten stand dem Zutritt über das Vestibül im Wege und so wurde der Tempel über einen Gang hofseitig erschlossen. Nachdem weitere Bauten der IKG auf dem angrenzenden Grundstück errichtet wurden, konnte der Zutritt über die Holzmeistergasse erfolgen. Dies erklärt auch, weshalb diese Gasse oft als Standort angegeben wird.

## Geschichte
Die Planunterlagen wurden von „Joh. Schäffer“ signiert. Es wird angenommen, dass Schäffer als ausführender Baumeister mitgewirkt hat, jedoch verweist Moses Rosenmann, der letzte Rabbiner der Floridsdorfer Synagoge, auf den Entwurf des Architekten Andreas Streit. Der Synagogenbau wird in einer Biografie über Streit nicht angeführt, was darauf schließen lässt, dass er den Tempel nicht als sein „Werk“ anerkannte.
Kurz vor dem Novemberpogrom wurde die Synagoge an das Deutsche Rote Kreuz überantwortet. Die Bedingung, das Gebäude in eine Sanitätsstation umzubauen, sollte dennoch nicht umgesetzt werden. Anstatt dessen folgte eine Nutzung als Magazin. Bei der Schlacht um Wien im Frühjahr 1945 wurde das Gebiet um die Synagoge stark von Fliegerbomben getroffen. Eine Devastierung der Bauten war die Folge.
Bereits 1949 wurde ein Bauantrag für den Wiederauf- bzw. Neubau des Tempels eingereicht. Da jedoch eine Bausperre verhängt worden war, konnte die Baubewilligung nicht erteilt werden. Die Sperre könnte auf die Verbreiterung der Schindlergasse zurückzuführen sein. In der nunmehrigen Freytaggasse wurde ein Personalwohnheim des Krankenhauses Floridsdorf errichtet. Die Neubautätigkeit in der Holzmeistergasse 12 vollzog sich im Zeitraum 1982–84.

## Architektur
Insgesamt zeichnet sich diese Synagoge durch eine gewisse Bescheidenheit aus, welche sich wohl auch mit den verfügbaren finanziellen Mitteln erklären lässt. Es wurden beispielsweise keine Turmaufbauten oder sonstigen architektonischen Elemente zwecks Steigerung der visuellen Aufmerksamkeit eingesetzt.
Im Parterre waren gemäß Längsschnitt Säulenpaare mit korinthischem Kapitell angedacht; ab der Emporendecke wurde eine eigene Symbolik mit einer kugelförmigen Verzierung der Kapitelle, welche in den mit den Außenfenstern korrespondierenden Rundbögen endet, eingesetzt. Der Innenraum war hauptsächlich über diese Befensterung mit Tageslicht versorgt. Ob in der Decke des Mittelschiffes eine Oberlichte zur zusätzlichen Beleuchtung des Betraumes angebracht wurde, kann nur spekuliert werden.